# 라이언 켈리
라이언 켈리(Ryan Kelley, 1986년 8월 31일 ~ )는 미국의 배우이다.

## 출연 작품
- 벤10: 에일리언 스웜
- 바비를 위한 기도 (2009년)